# Franco Carpanelli
Franco Carpanelli (Livorno, 9 luglio 1923 – Parma, 4 aprile 2023) è stato un architetto italiano.

## Biografia
Nato a Livorno, ha trascorso la giovinezza ad Arezzo. Nel 1949 si è laureato in architettura all'Università di Firenze, dove ha avuto tra i suoi maestri lo storico dell'arte Mario Salmi e l'etruscologo Antonio Minto. Successivamente è stato Assistente di Giovanni Michelucci presso la facoltà di ingegneria dell’Università di Bologna.
Vincitore di una Fulbright Scholarship, nel 1953 ha conseguito un dottorato all'Illinois Institute of Technology di Chicago, dove è stato allievo di Mies van der Rohe e Ludwig Hilberseimer. Nel 1952, in occasione della prima americana di Miracolo a Milano, presentata da Vittorio De Sica alla International House di Chicago, ha conosciuto Enrico Fermi, con il quale ha intrattenuto un'amicizia.
Rientrato in Italia si stabilisce a Parma, città di origine di suo padre, dove nel 1953 si aggiudica il concorso per il nuovo piano regolatore generale della città. Dietro invito di Josep Lluís Sert, è stato Visiting professor  alla Harvard School of Design (1963/64) e alla Iowa State University (1964/65). Nel 1958 partecipò ad un concorso per la costruzione di un Memorial ad Auschwitz, indetto su iniziativa di Simon Wiesenthal. Il suo progetto risultò tra i vincitori, ma l'opera non venne realizzata per una legge che non ammetteva modifiche allo stato originario dell'area. Il modello del suo progetto è ancora conservato nel Museo di Auschwitz-Birkenau.
Nel 1958 ha conseguito la libera docenza in composizione architettonica all'Università di Firenze, risultando primo nella graduatoria nazionale. Nel 1959 Richard Neutra lo invita a collaborare a progetti di architettura da realizzare a Maracaibo in Venezuela. Dal 1964 al 1975 è stato docente di disegno presso il biennio d’Ingegneria dell’Università di Parma, e dal 1976 al 1990 direttore dell’Istituto di Architettura e Disegno. 
In dicembre 1972 ha partecipato a Shanghai e Pechino alla prima missione culturale e professionale del governo italiano in Cina. Ha tenuto la prima lezione di architettura all'Università di Shanghai. Nello stesso anno ha tenuto lezioni sull’architettura italiana al Politecnico di Varsavia.
L'architetto Carpanelli è stato Presidente del Rotary club di Parma nel 1982/83 e Governatore del distretto 2070 del Rotary club italiano nel 1987/88. Ha partecipato a molte conferenze internazionali del Rotary, per citarne alcune ad Amsterdam, Berlino, Istanbul, Londra, Monte Carlo e Singapore.
Ritiratosi dall'attività professionale nel 2014, nel febbraio 2016 ha donato il suo vasto archivio di progetti e disegni alla Fondazione Cariparma. Nel 2016 il Ministero della cultura lo ha nominato Ispettore Onorario per la tutela e vigilanza del patrimonio storico e artistico della provincia di Parma. Dal 2013 al 2019 è stato Presidente dell'Accademia nazionale di Belle Arti di Parma. Dal 2014 al 2020 è stato Presidente della sezione di Parma di Italia Nostra.
Carpanelli è morto nel 2023, quasi centenario.

## Opere
Tra le opere realizzate a Parma:
- Istituto Tecnico Industriale in via Toscana (1960)
- Grandi magazzini Coin in via Mazzini (1963)
- Chiesa della Purificazione di Maria Vergine di Gaiano (1968); la chiesa è stata consacrata il 14 giugno 1970 dal cardinale Giacomo Lercaro, accompagnato dal vescovo di Parma Amilcare Pasini
- Camera di Commercio in via Verdi (1970)
- Consorzio agrario provinciale (1972)
- Complesso direzionale per uffici tra viale Fratti e viale Mentana (1975)
- Centro direzionale delle Poste Italiane in via Montebello (1988)
- Filiale di Collecchio della Cassa di Risparmio di Parma (1990)
- Interporto di Parma (CePIM) a Fontevivo (1995)
- Laboratori didattici e Aula Grande (500 posti) nel Campus di via Langhirano (1995-2000).

Altre opere sono state lo stabilimento della Superbox a Sant'Ilario d'Enza (1975), il palazzo delle Poste di Carpi (1978), edifici residenziali per conto di INA-Casa a Ravenna ed altre città dell'Emilia-Romagna (1980-1985), la stazione sperimentale per l'industria conserviera ad Angri (Salerno) e il Centro direzionale della Banca Popolare dell'Etruria e del Lazio ad Arezzo (1998), in collaborazione con gli Ingg. Francesco Fornasari e Alfeo Tanganelli.

## Galleria d'immagini

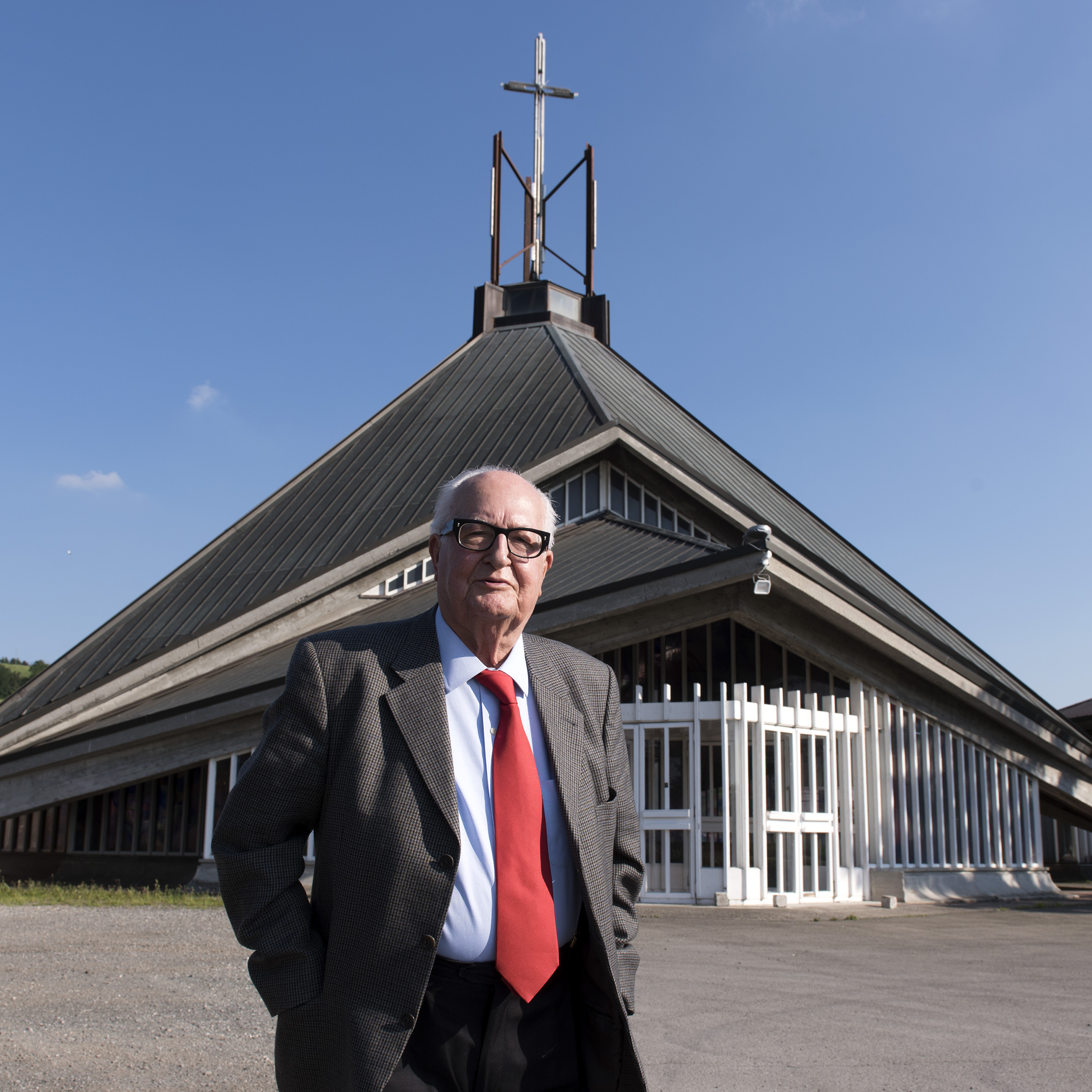
L'arch. Carpanelli davanti alla chiesa di Gaiano
Complesso direzionale tra viale Fratti e viale Mentana
Palazzo delle Poste di via Montebello
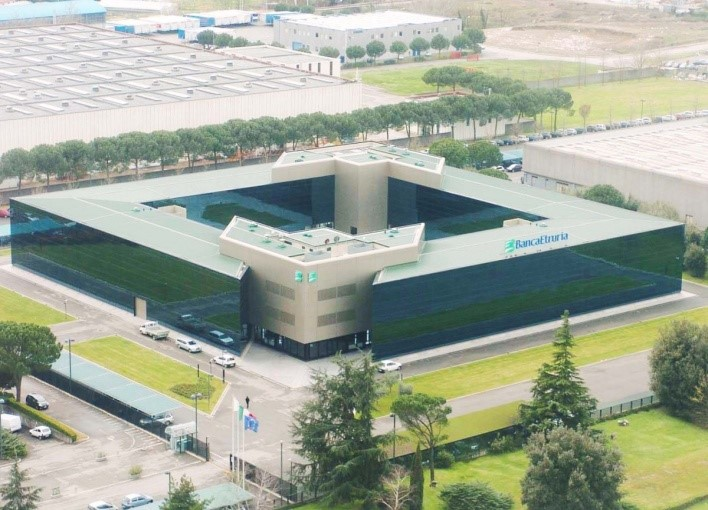
Centro direzionale di Banca Etruria ad Arezzo